# Dekanat Sambor
Dekanat Sambor – jeden z dwunastu dekanatów katolickich w archidiecezji lwowskiej na Ukrainie.

## Historia
Dekanat Sambor w diecezji przemyskiej powstał w 1594. W 1788 z jego obszaru wyłączono nowy dekanat drohobycki.
W 1877 dekanat liczył 23 791 wiernych (13 parafii i 20 duchownych), następnie 29 413 (1897) i 35 793 (1914, 10 parafii i 19 duchownych). Największą terytorialnie parafią była Turka, która w 1911 roku obejmowała 88 wsi, w promieniu do 42 kilometrów.
W 1938 w skład dekanatu samborskiego diecezji przemyskiej wchodziły parafie: Biskowice, Borynia, Brześciany, Chyrów, Czukwa, Felsztyn, Laszki Murowane, Łomna, Sambor, Sąsiadowice, Stara Sól, Stary Sambor, Strzałkowice, Turka, Wojutycze. W 1938 roku na terenie dekanatu było 39 994 katolików, 122 912 grekokatolików, 135 katolików, 21 441 żydów.
Po drugiej wojnie światowej nastąpił drastyczny spadek wiernych, przez co część parafii przestała funkcjonować. Obecny dekanat samborski został reaktywowany w 1994 roku i obejmuje obszary przedwojennych dekanatów samborskiego i dobromilskiego (z którego 4 znalazły się na trwałe poza Polską: Błozew, Czyszki, Dobromil, Nowe Miasto, a od 1947 po polskiej stronie znalazł się Sokołów Dobromilski, dziś Nowe Sady).
Obecnie w dekanacie jest 16 kapłanów i 29 parafii (w tym 17 parafii nie posiada kapłana i są to tzw. kościoły dojazdowe, ale w opisie dekanatu przedstawione jako parafie z przynależnością posługi kapłańskiej). Są też trzy zgromadzenia zakonne.

## Parafie
- Biskowice (Бісковиці) – pw. Narodzenia św. Jana Chrzciciela (kościół dojazdowy)
- Błozew Górna (Болозів) – pw. św. Wawrzyńca
- Borynia (Бориня) – pw. św. Rocha (kościół dojazdowy)
- Chyrów (Хирів) – pw. św. Wawrzyńca (kościół dojazdowy)
- Czukwa (Чуква) – pw. Narodzenia NMP (kościół dojazdowy)
- Czyszki (Чижки) – pw. św. Michała Archanioła (kościół dojazdowy).
- Dąbrówka (Дубрівка) – pw. św. Barbary (kościół dojazdowy).
- Dobromil (Добромиль) – pw. Przemienienia Pańskiego
- Dublany (Дубляни) – pw. Zamartwychwstania Pańskiego (kaplica dojazdowa)
- Grabownica (Грабівниця) – pw. Świętej Rodziny (kościół dojazdowy).
- Hussaków (Гусаків) – pw. św. Stanisława Biskupa (kościół dojazdowy).
- Komarniki (Комарники) – pw. Wniebowzięcia NMP (kościół dojazdowy)
- Kornalowice (Корналовичі) – pw. MB Częstochowskiej (kościół dojazdowy)
- Łanowice (Лановичі) – pw. św. Mikołaja i MB Saletyńskiej
- Maksymowice (Максимовичі) – pw. św. Antoniego (kaplica dojazdowa)
- Miżyniec (Міженець) – pw. Wszystkich Świętych
- Nadyby (Надиби) – pw. MB Bolesnej (kościół dojazdowy)
- Niżankowice (Нижанковичі) – pw. Świętej Trójcy
- Nowe Miasto (Нове Місто) – pw. św. Marcina
- Raliwka (Ралівка) – pw. MB z Lourdes  (kościół dojazdowy)
- Radochońce (Радохинці) – pw. św. Mikołaja (kościół dojazdowy)
- Rożewo (Рожеве) – pw. św. Mikołaja (kościół dojazdowy)
- Sambor (Самбір) – pw. Ścięcia św. Jana Chrzciciela
- Stara Sól (Стара Сіль) – pw. św. Michała Archanioła
- Stary Sambor (Старий Самбір) – pw. św. Mikołaja (kościół dojazdowy)
- Strzałkowice (Стрілковичі) – pw. Wszystkich Świętych
- Sąsiadowice (Сусідовичі) – pw. św. Anny
- Turka (Турка) – pw. Wniebowzięcia NMP
- Wojutycze (Боютичі) – pw. św. Katarzyny (kościół dojazdowy)

## Zgromadzenia zakonne
- Łanowice – Saletyni
- Sambor – Franciszkanki Rodziny Maryi
- Sąsiadowice – Karmelici